# Cellular
Pour plus de détails, voir Fiche technique et Distribution.
Cellular ou Le Cellulaire au Québec (Cellular) est un film germano-américain réalisé par David R. Ellis, sorti en 2004.

## Synopsis
À Los Angeles, Jessica Martin, une mère de famille, est enlevée chez elle en pleine journée par des inconnus, puis séquestrée dans le grenier d'une maison. Elle passe un appel téléphonique et tombe par hasard sur Ryan, un jeune homme d'une vingtaine d'années à qui elle demande de l'aide. Ce dernier, qui n'a rien d'un super-héros, va se lancer dans une incroyable course contre la montre pour sauver Jessica et sa famille.

## Fiche technique
- Titre original et français : Cellular
- Titre québécois : Le Cellulaire
- Réalisation : David R. Ellis
- Scénario : Chris Morgan, Larry Cohen (histoire)
- Production : Dean Devlin, Lauren Lloyd, Marc Roskin, Richard Brener, Douglas Curtis, Toby Emmerich et Keith Goldberg
- Sociétés de production : New Line Cinema et Electric Entertainment
- Budget : 25 millions de dollars (18,8 millions d'euros)
- Musique : John Ottman
- Photographie : Gary Capo
- Montage : Eric A. Sears
- Décors : Jaymes Hinkle
- Costumes : Christopher Lawrence
- Pays d'origine : États-Unis, Allemagne
- Format : Couleurs - 2,35:1 - DTS / Dolby Digital / SDDS - 35 mm
- Genre : thriller
- Durée : 94 minutes
- Dates de sortie : 10 septembre 2004 (Etats-Unis), 17 novembre 2004 (France), 24 novembre 2004 (Belgique)

## Distribution
- Chris Evans (VF : Guillaume Lebon ; VQ : Antoine Durand) : Ryan
- Kim Basinger (VF : Frédérique Tirmont ; VQ : Natalie Hamel-Roy) : Jessica Martin
- Jason Statham (VF : Éric Herson-Macarel ; VQ : Gilbert Lachance) : Ethan
- William H. Macy (VF : Yves Beneyton ; VQ : Hubert Gagnon) : Mooney
- Noah Emmerich (VF : Philippe Catoire ; VQ : Daniel Picard) : Jack Tanner
- Eric Christian Olsen (VQ : Nicolas Charbonneaux-Collombet) : Chad
- Richard Burgi (VF : Bernard Lanneau ; VQ : Sébastien Dhavernas) : Craig Martin
- Jessica Biel (VF : Julie Turin ; VQ : Camille Cyr-Desmarais) : Chloé
- Valerie Cruz : Dana Bayback
- Caroline Aaron : Marilyn Mooney
- Eric Etebari : Dmitri
- Rick Hoffman (VF : Serge Faliu ; VQ : Guy Nadon) : Jerry, l'avocat à la Porsche
- Matt McColm : Deason
- Esther Mercado : Rosario
- Adam Taylor Gordon : Ricky Martin
- Brendan Kelly : Mat Dog
- Mircea Monroe : L'amie de Chloe
- Robert Shaye : Inspecteur
- Lin Shaye : Conductrice de la voiture exotique
- Lorna Scott : la réceptionniste de la banque
- Michael Kozak : Paul (non crédité)
- Eddie Driscoll : Officier
- Rob Nagle : Secouriste

## Production

### Tournage
Le tournage s'est déroulé à Los Angeles et Santa Monica de septembre à novembre 2003.

## Bande originale
- Like You Like an Arsonist, interprété par Paris, Texas (en)
- Kicking Back, interprété par Garrett Dutton
- Back Up, interprété par Pitbull
- Running Away, interprété par Garrett Dutton
- Them Jeans, interprété par Master P
- Sinnerman (Felix da Housecat Heavenly House Mix), interprété par Nina Simone
- Sinnerman, interprété par Nina Simone
- Lottery, interprété par Lottery et Garrett Dutton
- Baby Why, interprété par Garrett Dutton et Special Sauce

## Distinctions

### Nominations
- Nomination au prix du meilleur second rôle féminin pour Kim Basinger, par l'Académie des films de science-fiction, fantastique et horreur en 2005.

## Analyse